# Bunus
Bunus (baskisch Bunuze) ist eine französische Gemeinde mit 134 Einwohnern (Stand 1. Januar 2022) im Département Pyrénées-Atlantiques in der Region Nouvelle-Aquitaine. Die Gemeinde gehört zum Arrondissement Bayonne und zum Kanton Pays de Bidache, Amikuze et Ostibarre (bis 2015: Kanton Iholdy).
Die Bewohner werden Bunuztar genannt.

## Geographie
Bunus liegt ca. 65 km südöstlich von Bayonne in der Region Ostabarret der historischen Provinz Nieder-Navarra im französischen Teil des Baskenlands. 
Umgeben wird der Ort von den Nachbargemeinden:
|           | Larceveau-Arros-Cibits                      | Juxue |
| Ibarrolle | Kompassrose, die auf Nachbargemeinden zeigt |       |
|           | Saint-Just-Ibarre                           |       |

Bunus liegt im Einzugsgebiet des Flusses Adour. Einer seiner Zuflüsse, die Bidouze, strömt durch das Ortsgebiet mit ihren Nebenflüssen Babatzeko Erreka, Hosta ur Handia und Ruisseau de Laminosine.

## Geschichte
Bunus wurde 1439 als Bunos von Notaren in Labastide-Villefranche, als Bunuz 1621, nach einem Manuskript von Martin de Viscay, erwähnt.

### Einwohnerentwicklung
Nach dem Höchststand von fast 400 Einwohnern in der Mitte des 19. Jahrhunderts ist die Zahl in Wellen mit kurzen Zeiten einer gewissen Stabilisierung bis heute zurückgegangen.
| Jahr      | 1962 | 1968 | 1975 | 1982 | 1990 | 1999 | 2006 | 2009 | 2022 |
| --------- | ---- | ---- | ---- | ---- | ---- | ---- | ---- | ---- | ---- |
| Einwohner | 189  | 189  | 173  | 163  | 151  | 139  | 143  | 147  | 134  |

## Sehenswürdigkeiten

### PfarrkircheSaint-Jean-Baptiste
Die Pfarrkirche der Gemeinde ist Johannes dem Täufer gewidmet. Das ursprüngliche Gebäude, genannt sanctus martinus de bunos wird im Livre rouge (deutsch „Rotes Buch“), einer Sammlung von Dokumenten des 11. und 12. Jahrhunderts der Kathedrale von Dax, erwähnt. Das Eingangsportal trägt das Jahr 1716 und weist auf einen Neubau zu Beginn des 18. Jahrhunderts auf mittelalterlichen Fundamenten hin. Sowohl im Jahre 1891 als auch im folgenden Jahrhundert wurden Restaurierungen vorgenommen. Die Kirche besitzt ein Langhaus mit einem Kirchenschiff, abgeschlossen mit einer flachen Apsis und einem Glockenturm an der Westseite. Innen befindet sich eine Empore, die über eine gesonderte Außentreppe und einem Eingang zu erreichen ist.
Unter dem Vorbau befindet sich eine der Grabplatten, die traditionell einer hoch gestellten Person oder dem Pfarrer gewidmet sind. Diese gibt jedoch Rätsel auf. Auf ihr werden drei Kreuze als Relief dargestellt, Symbol der Kreuzigung Christi auf Golgatha. Das Kreuz Christi zeigt hierbei ein Strahlenmotiv wie bei einer Monstranz. Am Fuß rechts von jedem Kreuz sind Inschriften zu erkennen: „JE“ „ET“ und „E“, unterhalb der Kreuze dann: „FAITE PAR ETCHEBERRI DIT TAFELNABERRY LE 7 AOUT DE L’ANNEE 1817 NO3“ (deutsch „geschaffen durch Etcheberri, genannt Tafelnaberry, am 7. August 1817 No3“), wobei die Bedeutung der drei letzten Buchstaben nicht geklärt werden kann.
Seit dem 17. Jahrhundert dienen Altaraufsätze dazu, die katholische Glaubenslehre zu illustrieren. Im Zentrum des Altaraufsatzes in dieser Kirche befindet sich ein Gemälde, das den Schutzpatron, Johannes den Täufer, als Eremit spärlich mit einem Fell bekleidet mit einem Schaf an seiner Seite in der Nähe eines Flusses zeigt. Das Kreuz, das er in seiner linken Hand trägt, weist symbolisch auf die Kreuzigung Christi hin. Auf dem oberen Rahmen des Bildes ist ein geschnitzter Seraph mit weit ausgestreckten Flügeln zu erkennen. Oberhalb des Gemäldes weist eine Monstranz im Tympanon auf die Anwesenheit Gottes hin. Die Komposition wird ergänzt durch zwei korinthischen Säulen zu beiden Seiten des Gemäldes, die mit Weinranken und Putten verziert sind.
Der Tabernakel aus vergoldetem Holz hat die Form eines Tempels mit korinthischen Säulen. Die Tür ist verziert mit einem Relief in der Form einer Wolke, Symbol des Heiligen Geistes, und einem Dreieck, Symbol der Dreifaltigkeit. Oberhalb und unterhalb der Tür zeigen Medaillons jeweils drei Köpfe von Engeln, Mittler zwischen Gott und den Menschen. Alle diese Symbole weisen auf die Gegenwart Gottes im Sakrament der Eucharistie hin.

### Haus Barberaenea
Die meisten Inschriften auf Fensterstürzen geben Aufschluss über den Inhaber des Hauses. Bei diesem Fenster wird der Leser jedoch zu einem Gebet eingeladen. Drei Abschnitte sind eingerahmt von einem Relief kleiner Wellen. Der linke Abschnitt trägt die Inschrift „IESUS MARIA IOSEPHF“, wobei eine Rosette hinter dem Namen von Jesus, ein baskisches Kreuz hinter dem Namen von Maria zu erkennen ist. Der rechte Abschnitt ist ein Anruf an den Apostel Jakobus mit seiner Inschrift „SANCTE IACOBE ORA PRO NOBIS ANNO 1716“ (deutsch „Heiliger Jakob, bitte für uns, Anno 1716“). Im mittleren Abschnitt trägt eine etwas unbeholfen ausgearbeitete Figur einen hohen Hut, einen Stab in der rechten Hand und einen Schmuckanhänger, der an eine Pilgermuschel erinnert. Es handelt sich um die Darstellung eines Pilgers auf dem Jakobsweg nach Santiago de Compostela. Die Inschrift hat somit den Zweck, vorbeikommende Pilger zu einer Rast einzuladen.

## Wirtschaft und Infrastruktur

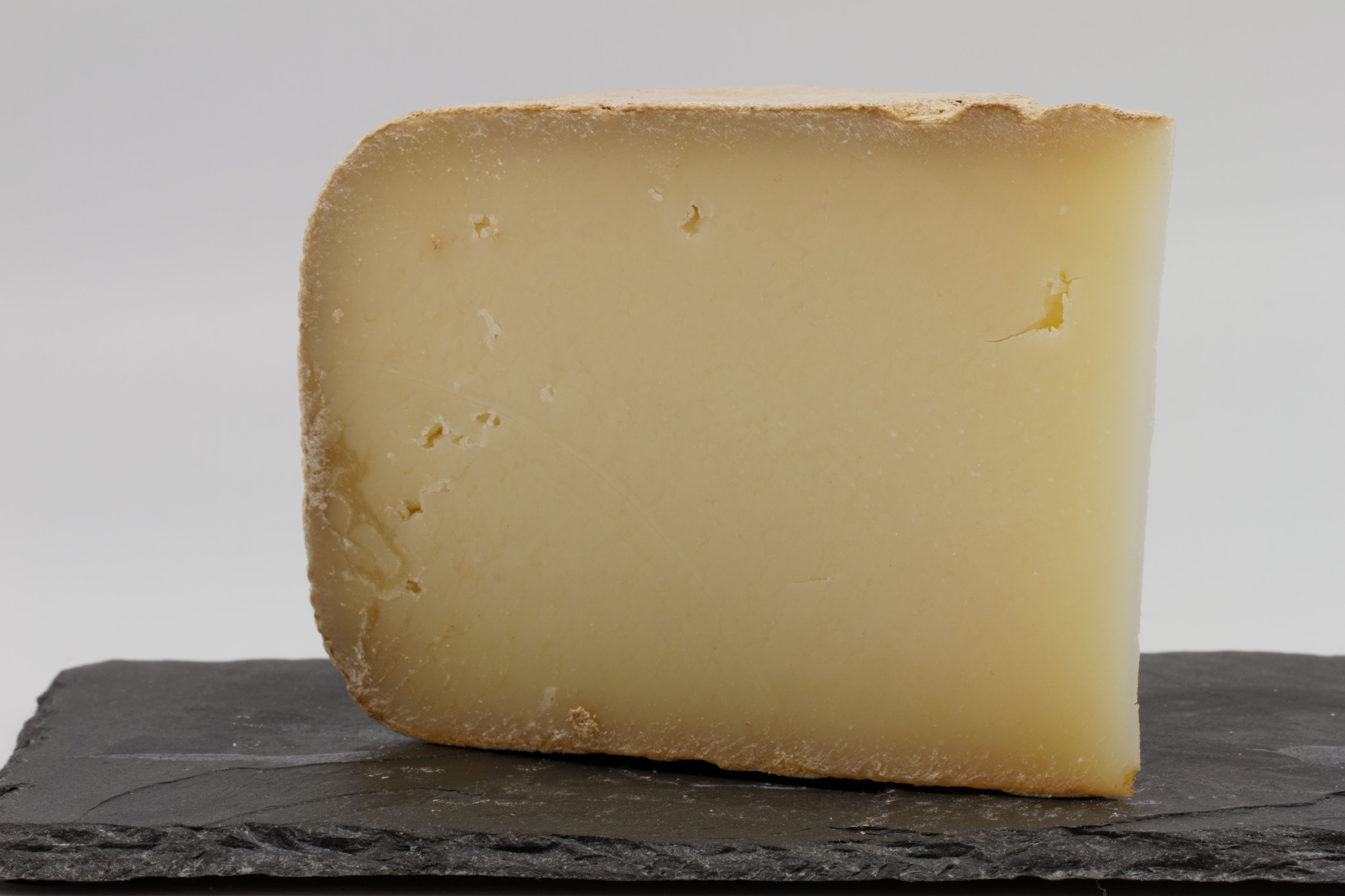
Ossau-Iraty

Die Wirtschaft wird zu einem großen Teil von der Landwirtschaft bestimmt. Bunus liegt in den Zonen AOC des Ossau-Iraty, ein traditionell hergestellter Schnittkäse aus Schafmilch, sowie der Schweinerasse und des Schinkens „Kintoa“.

### Verkehr
Bunus ist angeschlossen an die Routes départementales 120 und 918, der ehemaligen Route nationale 618.

## Persönlichkeiten
- Bernard Birsinger, geboren am 1. September 1954 in Paris, gestorben am 25. August 2006 in Bunus, war Mitglied der Kommunistischen Partei Frankreichs, Bürgermeister von Bobigny und Abgeordneter in der Nationalversammlung.